# Хаві Герра (футболіст, 2003)
Хав'є́р (Ха́ві) Ге́рра Море́но (ісп. Javier "Javi" Guerra Moreno; нар. 13 травня 2003, Хілет) — іспанський футболіст, півзахисник клубу «Валенсія».

## Клубна кар'єра
Почав займатися футболом у структурі «Вільярреала», а 2019 року приєднався до академії «Валенсії». 14 травня 2021 року уклав свій перший професіональний контракт з клубом до 2024 року.
16 січня 2022 року дебютував за основну команду «Валенсії» в поєдинку 1/16 фіналу Кубка Іспанії проти клубу «Атлетіко Балеарес», замінивши Уго Гільямона. 16 квітня 2023 року вперше зіграв у Ла-Лізі, вийшовши на заміну Саму Кастільєхо в матчі проти «Севільї». 27 квітня в поєдинку Ла-Ліги проти клубу «Реал Вальядолід» забив свій перший гол за «Валенсію», який приніс перемогу команді у компенсований час (2–1). Всього у дебютному сезоні провів 10 матчів і відзначився 1 голом.
У травні 2023 року продовжив контракт з «Валенсією» до 2027 року. 11 серпня 2023 року у матчі Ла-Ліги проти «Севільї» вперше відзначився у сезоні 2023–24, принісши перемогу своїй команді. За підсумками вересня 2023 року був визнаний гравцем місяця в Ла-Лізі до 23 років, в якому забив два голи і віддав одну результативну передачу. 8 грудня у поєдинку проти «Хетафе» за пряму червону картку отримав своє перше вилучення у кар'єрі. У підсумку був номінований на звання молодого гравця (до 23 років) сезону 2023–24 в Ла-Лізі.

## Кар'єра в збірній
Виступав за збірні Іспанії до 19 і до 21 року.
В червні 2025 року потрапив в заявку збірної до 21 року на молодіжний чемпіонат Європи в Словаччині. На турнірі провів чотири матчі, відзначившись голом у чвертьфіналі проти збірної Англії, в якому його команда в підсумку поступилась.

## Статистика виступів
Станом на 23 травня 2025
| Клуб              | Сезон             | Чемпіонат             | Чемпіонат | Чемпіонат | Кубок | Кубок | Всього | Всього |
| Клуб              | Сезон             | Дивізіон              | Матчі     | Голи      | Матчі | Голи  | Матчі  | Голи   |
| ----------------- | ----------------- | --------------------- | --------- | --------- | ----- | ----- | ------ | ------ |
| Валенсія Б        | 2020–21           | Сегунда Дивізіон Б    | 1         | 0         | —     | —     | 1      | 0      |
| Валенсія Б        | 2021–22           | Терсера Дивізіон RFEF | 23        | 0         | —     | —     | 23     | 0      |
| Валенсія Б        | 2022–23           | Сегунда Федерасьйон   | 25        | 1         | —     | —     | 25     | 1      |
| Валенсія Б        | Всього            | Всього                | 49        | 1         | —     | —     | 49     | 1      |
| Валенсія          | 2021–22           | Ла-Ліга               | 0         | 0         | 1     | 0     | 1      | 0      |
| Валенсія          | 2022–23           | Ла-Ліга               | 10        | 1         | 0     | 0     | 10     | 1      |
| Валенсія          | 2023–24           | Ла-Ліга               | 36        | 4         | 4     | 0     | 40     | 4      |
| Валенсія          | 2024–25           | Ла-Ліга               | 36        | 3         | 2     | 0     | 38     | 3      |
| Валенсія          | Всього            | Всього                | 82        | 8         | 7     | 0     | 89     | 8      |
| Всього за кар'єру | Всього за кар'єру | Всього за кар'єру     | 131       | 9         | 7     | 0     | 135    | 9      |

## Досягнення
Особисті
- Гравець місяця Ла-Ліги (до 23 років): вересень 2023[19]